# Welsrijp
Welsrijp (officieel, Fries: Wjelsryp) is een terpdorp in de gemeente Waadhoeke, in de Nederlandse provincie Friesland. Het dorp ligt tussen Franeker en Winsum aan de Franekervaart. Het dorp wordt gekarakteriseerd door de Ursulakerk, een bedehuis uit circa 1200. Sinds 1991 is de officiële naam van het dorp het Friestalige Wjelsryp.
In 2023 telde het dorp 455 inwoners.. De buurtschappen Het Hooghout, Tjeppenboer, Westerend en de voormalige buurtschap Oosterend liggen in het dorpsgebied van Welsrijp.

## Geschiedenis
Welsrijp lag oorspronkelijk bij het water was in de Middeleeuwen een vissersdorp  Door invloed van de zee moest de plaats verschoven naar hoger gebied.  De plaats werd onder andere vermeld als Welsib in 1148-1150, als Willesrijp in de 13e eeuw, als Welseryp in 1370,als Wilsrijp in 1399  en als Wielsryp in 1644.
De plaats had lang een open karakter met de kerk in het mdiden. In de tweede helft van de twintigste eeuw werd Welsrijp uitgebreid. 
In november 1960 stortte een F-84F Thunderstreak straaljager van de Koninklijke Luchtmacht neer op een boerderij tussen Lutjelollum en Welsrijp, waarbij alle zes bewoners en de piloot het leven verloren.
Tot de gemeentelijke herindeling van 1984 maakte Welsrijp deel uit van de gemeente Hennaarderadeel, dat toen met de gemeente Baarderadeel opging in de nieuwe gemeente Littenseradeel. Per 2018 is het dorp bij de nieuwe gemeente Waadhoeke gevoegd.

## Cultuur
Het dorp heeft een dorpshuis: Dorpshûs Yn'e Mande Welsrijp. Het Fanfarekorps Concordia is opgericht in 1897. Daarnaast is er een gemengd koor De Lofstem en veel andere kleine verenigingen. De dorpskrant heet Ut 'e Buorfinne.
Jaarlijks rond april/mei is er het muziekfestival Lûkrock.

## Sport
Het dorp heeft een algemene sportvereniging S.V. Wjelsryp, touwtrekvereniging R.T.L. Wjelsryp, Gymnastiek S.M.I. en Kaatsvereniging S.M.I.. 
In mei is er een kortebaanwedstrijd van de harddraverij en in juli is er een Paardenmarathon.

## Onderwijs
Het dorp heeft een basisschool, De Grûnslach geheten en een peuteropvang Ukkepukkeplak.

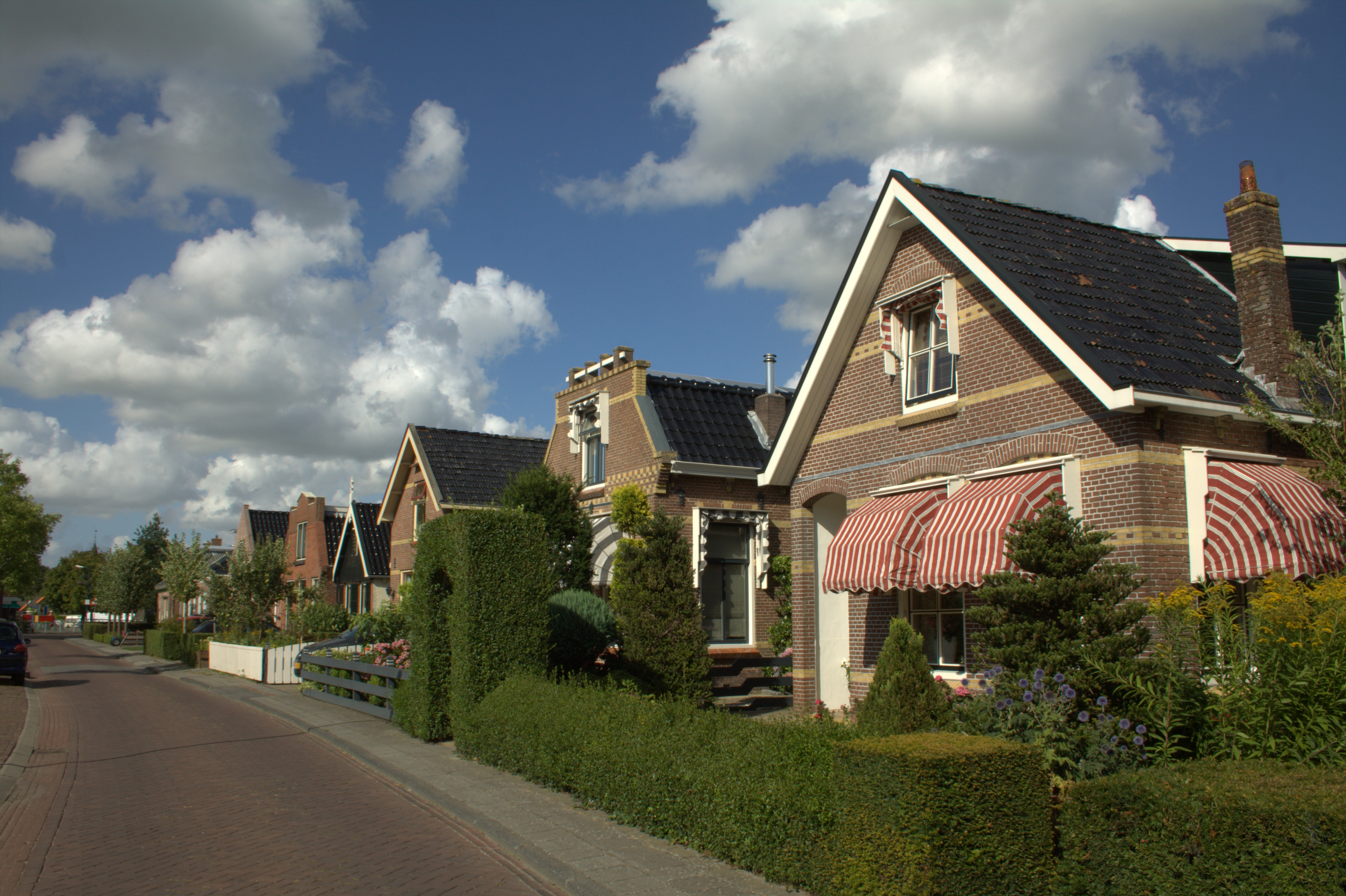
Dorpsbeeld
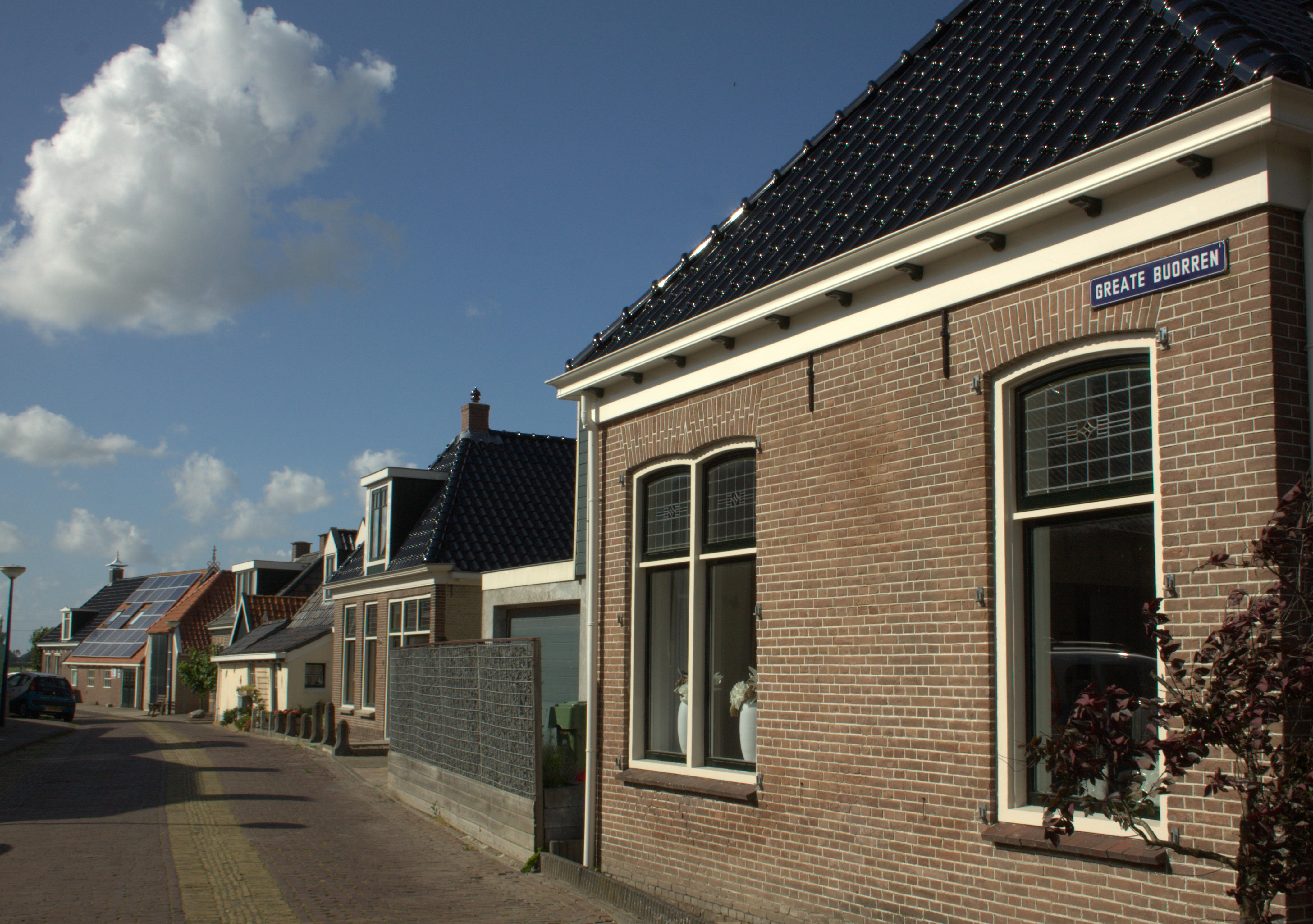
Bewoning aan de Greate Buorren

## Bevolkingsontwikkeling
| 1999 | 2002 | 2003 | 2004 | 2018 | 2019 | 2021 | 2023 |
| ---- | ---- | ---- | ---- | ---- | ---- | ---- | ---- |
| 505  | 506  | 509  | 501  | 460  | 450  | 455  | 455  |